# توسيع العلامة التجارية
توسيع العلامة التجارية أو تمديدها: هو إستراتيجية تسويقية تقوم فيها شركة ما بالتسويق لأحد منتجاتها الذي يتمتع بصورة مطورة جيدًا باستخدام اسم العلامة التجارية نفسها ولكن ضمن فئة منتَج مختلفة. يُطلق على المنتج الجديد اسم المنتج المنبثق.
تستخدم المنظمات هذه الاستراتيجية لزيادة أسهم الشركة ورفعها (التعريف: قيمة الشبكة والاستدامة طويلة الأمد من الاسم المعروف فقط). يُعتبر ابتكار شركة جيلو-أو (بالإنجليزية: Jello-O) للجيلاتين لأعواد الحلوى الشحمية التي تحمل اسم جيلو أحد الأمثلة على توسيع العلامة التجارية. يزيد توسيع العلامة التجارية الدراية بها، ويزيد الأرباح عن طريق تقديم أكثر من صنف واحد للمنتجات.
في تسعينيات القرن العشرين، استخدمت 81% من المنتجات الجديدة إستراتيجية توسيع العلامة التجارية لتقديم علامات تجارية جديدة ولزيادة المبيعات. لا يستهلك إطلاق منتج جديد وقتًا فحسب، بل يحتاج إلى ميزانية كبيرة لخلق الدراية بالعلامة التجارية وللترويج لفوائد منتج ما. تُعتبر إستراتيجية توسيع العلامة التجارية إحدى الاستراتيجيات الجديدة لتطوير المنتج التي يمكنها تخفيف الخطر الاقتصادي عن طريق استخدام اسم العلامة التجارية الأصلية لتعزيز إدراك المستهلكين بسبب أسهم العلامة التجارية الأساسية.
على الرغم من وجود منافع مهمة لاستراتيجيات توسيع العلامة التجارية، من الممكن أن توجد مخاطر كبيرة أيضًا، ما يؤدي إلى التأثير سلبًا على صورة العلامة التجارية أو إلحاق ضرر جسيم بها. من الممكن أن تؤثر الاختيارات السيئة لتوسيع العلامة التجارية سلبًا على العلامة التجارية الأصلية أو تؤدي إلى تدهورها وتدمير أسهمها. تركز معظم المطبوعات على تقييم المستهلك والتأثير الإيجابي على العلامة التجارية. في حالات معينة، تكون نسبة فشل إستراتيجية توسيع العلامة التجارية أكبر من نسبة نجاحها. تظهر بعض الدراسات أنه من الممكن للتأثير السلبي أن يضعف صورة العلامة التجارية وأسهمها. على الرغم من التأثير الإيجابي للعلامة التجارية، يلحق الترابط السلبي واستراتيجية التواصل الخاطئة الضرر بالعلامة التجارية الأصلية وحتى بعائلة العلامة التجارية.
تعتمد «قابلية توسيع» العلامة التجارية على قوة ارتباط الزبائن بقيم العلامة التجارية وأهدافها. وسعت شركة رالف لورين إنتاجها بنجاح، فانتقلت من الألبسة إلى التجهيزات المنزلية أيضًا من ملاءات ومناشف. تُصنع كل من الملاءات والملابس من القماش الكتاني وتؤدي وظيفة متشابهة بالنسبة إلى المستهلك إذ إنها تضفي إحساسًا من الراحة والحميمية في المنزل. وسّعت شركة آرم أند هامر (بالإنجليزية: Arm & Hammer) أسهم علامتها التجارية انطلاقًا من بيكربونات الصوديوم لتشمل أصنافًا للعناية بالفم وغسيل الملابس. من خلال التركيز على سماتها الأساسية، والسمات التنظيفية والتعطيرية لمنتجها الأساسي، تمكنت شركة آرم أند هامر من توسيع هذه الخصائص لتشمل فئات جديدة بنجاح. تُعتبر مجموعة فيرجن مثالًا آخر عن ذلك، إذ كانت في البداية علامة قياسية وسّعت علامتها التجارية بنجاح عدة مرات، بدءًا من وسائط النقل (الطائرات، والقطارات) إلى متاجر الألعاب والفيديو مثل فيرجين ميغاستورز.
ملحقات المنتج هي إصدارات من المنتج الأصلي نفسه تخدم شريحة من السوق المستهدف وتزيد من تنوع العرض. تُعتبر كوكاكولا وكوكاكولا الخاصة بالحمية، اللتان تصنفان ضمن الفئة ذاتها من المشروبات الغازية، أحد الأمثلة على توسيع المنتج. يُتبع هذا الأسلوب بناءً على الوفاء للعلامة التجارية والدراية بها المرتبطين بمنتج موجود. من المرجح أن يشتري المستهلكون منتجًا جديدًا يتمتع باسم علامة تجارية مرموق، بدلًا من شراء منتج مشابه من شركة منافسة لا يتمتع باسم علامة تجارية مرموق. يستقبل المستهلكون منتجًا ما من علامة تجارية يثقون بها، ومن الممكن أن يزيد طرح الشركة لمنتج ما من محفظة منتجاتها واحتمال الحصول على حصة أكبر في السوق الذي تتنافس فيه.

## الأنواع
تركز أبحاث توسيع العلامة التجارية بشكل رئيسي على تقييم المستهلك للتوسيع وسلوكه تجاه العلامة التجارية الأصلية. يقدم كل من ديفيد أكر وكيفين كيلير -في نموذجهما لعام 1990- طرحًا متكاملًا كافيًا لدراسة سلوك المستهلك وإطار عمل مفاهيمي. يستخدم المؤلفان ثلاثة أبعاد لقياس ملاءمة التوسيع. أولًا، يشير مفهوم «المكمل» إلى استخدام المستهلك لصنفين من منتج ما (المنتج الملحق ومنتج العلامة التجارية الأصلية) كمكملات لتلبية حاجات معينة. ثانيًا، يشير مفهوم «البديل» إلى منتجين يتمتعان بنفس الوضع لدى المستخدم ويلبيان الحاجات نفسها، ما يعني أن فئتي المنتجين متشابهتان جدًا وأنه من الممكن أن يحل أحد المنتجين محل الآخر. أخيرًا، يصف مفهوم «الإحالة» العلاقة بين المنتج الملحق والشركة المصنعة التي «تعكس القدرة الفعلية لأية شركة تعمل في فئة المنتج الأول على صناعة منتج في الفئة الثانية». يركز المقياسان الأولان على طلب المستهلك، بينما يركز المقياس الأخير على القدرة الفعلية للشركة.
من التوسيع الخطي إلى توسيع العلامة التجارية، على أي حال، توجد أنواع عديدة مختلفة من التوسيع، مثل «التحالفات التجارية»، أو العلامة التجارية المشتركة، أو «توسيع امتياز العلامة التجارية». يقترح كوبر (1988) سبع استراتيجيات لتحديد حالات التوسيع مثل المنتج المستفيد من العلامة التجارية الأصلية، وبعض المنتجات مختلفة السعر أو الجودة، الخ. يمكن تصنيف التوسيع في اقتراحه إلى مجموعتين، توسيع الترابط المتعلق بالمنتج، والترابط غير المتعلق بالمنتج. يُعتبر توسيع العلامة التجارية المرخص شكلًا آخر من أشكال توسيع العلامة التجارية. في هذه الحالة، يعمل مالك العلامة التجارية مع شريك (أحيانًا منافس) يتحمل مسؤولية تصنيع المنتجات الجديدة وبيعها، ويدفع إتاوة كل مرة يُباع فيها المنتج.
من الممكن القيام بتوسيع العلامة التجارية عن طريق استراتيجيات تسويقية أيضًا مثل تسويق العصابات، وفيه يمكن للعلامات التجارية الترويج لبضائعها أو خدماتها عبر وسائل غير تقليدية مثل التواصل العاطفي مع العلامة التجارية من خلال معالجة المشكلات/المعضلات الاجتماعية. عادة ما يُنفذ التواصل العاطفي بشكل عام عن طريق التجارب الاجتماعية، إذ تعبر العلامات التجارية عن قلقها وتقدم حلولًا متواضعة ما يؤدي إلى تميز العلامة التجارية ويضفي عليها طابعًا نزيهًا. يُعتبر تسويق العصابات طريقة فعالة جدًا في التواصل مع السوق الهدف والوصول إلى أسواق مختلفة، يُعد هذا التوسيع الذي يشمل تركيبة سكانية كبيرة وخلق الدراية بالعلامة التجارية في الوقت نفسه فعالًا جدًا بالنسبة إلى العلامات التجارية.

## نظرية التصنيف
يعمد الباحثون إلى استخدام «نظرية التصنيف» بصفته نظرية أساسية لاستكشاف تأثيرات توسيع العلامة التجارية. عندما يكون للمستهلكين حرية الاختيار من بين آلاف المنتجات، لا يصابون بالارتباك في البداية فقط، بل يحاولون تصنيفها بناءً على ترابط العلامة التجارية أو صورتها اعتمادًا على معرفتهم أو تجربتهم السابقة. يمكن للمستهلك أن يحكم على المنتج الملحق أو يقيمه اعتمادًا على ذاكرته عن الفئة الخاصة به. يصنف المستهلكون المعلومات الجديدة إلى علامات تجارية معينة أو فئة منتج محددة ويخزنونها. لا ترتبط هذه العملية بتجربة المستهلك ومعرفته فحسب، بل بمشاركته واختياره للعلامة التجارية. في حال ارتبط ترابط العلامة التجارية بالتوسيع بشكل كبير، يمكن للمستهلك أن يميز ما يناسبه من توسيع العلامة التجارية. تقترح بعض الدراسات احتمال تجاهل المستهلك لعدم الانسجام الناتج عن التوسيع أو تغلبه عليه، على سبيل المثال، يتم تجاهل عدم الانسجام الفعلي مع العلامة التجارية الأصلية، ولا يؤثر ذلك على أسهمها.